# Nimbochromis livingstonii

Nimbochromis livingstonii är en fiskart som ingår i släktet Nimbochromis och familjen Cichlidae. IUCN kategoriserar arten globalt som livskraftig. Inga underarter finns listade i Catalogue of Life.
Arten är endemisk i Malawisjön, Malobesjön och övre Shirefloden. Fisken har observerats såväl på grunt vatten som på djup ner till 114 meter. Honan munruvar sin avkomma. Fisken spelar död  och äter sedan upp småfisk som vågar sig för nära.  Det största hotet för arten är överfiske.
Fisken är uppkallad efter David Livingstone. De första fiskarna från Malawisjön samlades in under en av hans expeditioner.